# Привольное (Волновахский район)
Привольное (укр. Привільне) — посёлок в Волновахском районе Донецкой области Украины.
Население по переписи 2001 года составляло 776 человек. Почтовый индекс — 85784. Телефонный код — 6244. Код КОАТУУ — 1421586301.

## Местный совет
85784, Донецька обл., Волноваський р-н, с-ще. Привільне, вул. Молодіжна, 1  (укр.)